# TAVAJ
A TAVAJ - Táxi Aéreo Vale do Juruá foi uma companhia aérea brasileira fundada em 1972, e encerrada em 2006. Os principais centros de operação localizavam-se nos municípios de Eirunepé no Amazonas e Rio Branco no Acre.

## História
A Tavaj foi fundada em 1972 para operar como empresa de táxi aéreo. Em 1994 recebeu autorização para operar como companhia aérea regional, mudando o nome para TAVAJ Transportes Aéreos Regulares S.A., com uma frota de sete Embraer EMB-110 Bandeirante.
No ano seguinte, adquiriu quatro Fokker F-27 e, para atingir toda a região amazônica, encomendou mais quatro De Havilland Canada Dash 8.
Dentre os quatro De Havilland Canada Dash 8, apenas dois foram entregues e acabaram devolvidos em 1999, deixando a companhia com a frota de nove Bandeirantes e um F-27. No final do ano a empresa mudou sua estratégia, permanecendo com apenas um Bandeirante, e adquiriu um Embraer EMB-120 Brasília e mais três F-27.
Operava nos estados do Acre, Rondônia e Amazonas

## Encerramento das operações
Em 2002, a frota da Tavaj fora reduzida a três Fokker F-27, embora apenas dois estivessem em condições de uso.
Para salvar a empresa, a diretoria da Tavaj cogitou compra de um ATR 42 e jatos na faixa dos 100 assentos, mas em 2006 as operações da empresa foram encerradas.

## Aeronaves
- Embraer Bandeirante
- Fokker F-27
- Embraer 120 Brasília
- Dash8